# 科勒米耶
科勒米耶（法語：Collemiers，法語發音：[kɔlmje]）是法国勃艮第-弗朗什-孔泰大区约讷省的一个市镇，属于桑斯区。

## 地理
科勒米耶（48°9'24"N, 3°14'1"E）面积10.7 平方千米，位于法国勃艮第-弗朗什-孔泰大區约讷省，该省份为法国中北部内陆省份，西接卢瓦雷省，西北接塞纳-马恩省，南至涅夫勒省，东临科多尔省，东北与奥布省接壤。
与科勒米耶接壤的市镇（或旧市镇、城区）包括：帕龙、科尔南、埃格里塞勒-勒博卡日、格龙、叙布利尼、栋达格尔新城。

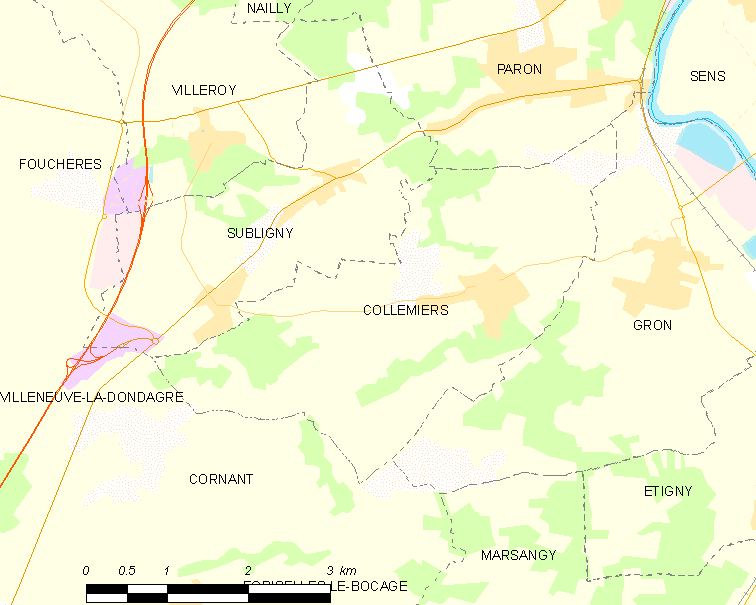
科勒米耶的OSM定位图

科勒米耶的时区为UTC+01:00、UTC+02:00（夏令时）。

## 行政
科勒米耶的邮政编码为89100，INSEE市镇编码为89113。

## 政治
科勒米耶所属的省级选区为勃艮第地区加蒂奈县。

## 人口

1962-2008年间科勒米耶人口变化图示

科勒米耶于2022年1月1日时的人口数量为661人。